# آن جانسون (بازیکن فوتبال)
آن جانسون (انگلیسی: Ann Jansson؛ زادهٔ ۶ مهٔ ۱۹۵۷) بازیکن فوتبال اهل سوئد است.
از باشگاه‌هایی که در آن بازی کرده‌است می‌توان به باشگاه فوتبال هامارابی اشاره کرد.
وی همچنین در تیم ملی فوتبال زنان سوئد بازی کرده‌است.